# Sinfonía n.º 2 (Sibelius)

Jean Sibelius en 1905.

La Sinfonía n.º 2 en re mayor, Op. 43 fue compuesta por Jean Sibelius entre 1901 y 1902.

## Historia

### Composición
La composición de este opus comenzó en el invierno de 1901 en la localidad italiana de Rapallo y terminó en 1902 en Finlandia. El propio compositor dijo, "mi segunda sinfonía es una confesión del alma". La génesis de esta sinfonía se remonta al viaje de Sibelius a Italia a principios de 1901. El viaje se produjo por sugerencia de su amigo, el barón y músico aficionado Axel Carpelan, que puso nombre al poema sinfónico Finlandia. Poco después del exitoso estreno de dicho poema sinfónico, Carpelan escribió al compositor:

«Ha estado en casa de brazos cruzados un buen tiempo, señor Sibelius, es momento de que usted viaje. Pasará el otoño y el invierno en Italia, un país donde uno aprende el cantabile, el equilibrio y la armonía, la plasticidad y la simetría de las líneas, en un país donde todo es hermoso –incluso lo feo–. Acuérdese de lo que Italia significó para el desarrollo de Chaikovski y de Richard Strauss.»

Aunque Carpelan no era adinerado, contribuyó a recaudar los fondos suficientes para que Sibelius pudiera abandonar su trabajo en el Conservatorio de Helsinki y se alojara en una villa de montaña cerca de Rapallo. En ella compuso las primeras notas de su segunda sinfonía. A pesar de la ayuda de su amigo, el regreso de Sibelius a Finlandia durante el verano y el otoño no estuvo acompañado de un gran estallido de inspiración. Las extensas revisiones retrasaron el estreno, primero a enero de 1902 y luego a marzo de 1903. Durante este viaje Sibelius empezó a contemplar varios proyectos ambiciosos, entre ellos un poema sinfónico de cuatro movimientos basado en la historia de Don Juan y una adaptación de la Divina comedia de Dante Alighieri. Aunque ninguno de estos planes llegó a materializarse, algunas de las ideas esbozadas durante este viaje se plasmaron en el segundo movimiento de esta sinfonía.

### Estreno, primeras interpretaciones y publicación
El estreno se celebró el 8 de marzo de 1902 en Helsinki con la interpretación de la Sociedad Filarmónica de Helsinki bajo la dirección del propio compositor, después de más de un año desde que escribiera los primeros motivos. Tras tres interpretaciones con aforo completo, Sibelius hizo algunas revisiones. La versión revisada se estrenó el 10 de noviembre de 1903 bajo la batuta de Armas Järnefelt en Estocolmo. Oskar Merikanto, que asistió al estreno, exclamó que esta nueva versión «había superado incluso las expectativas más altas».
La primera edición de la sinfonía fue llevada a cabo en 1903.

## Instrumentación
La partitura está escrita para una orquesta formada por:
- Viento madera: 2 flautas, 2 oboes, 2 clarinetes, 2 fagotes.
- Viento metal: 4 trompas, 3 trompetas, 3 trombones, 1 tuba.
- Percusión: timbales.
- Cuerda: una sección de cuerdas con violines I y II, violas, violonchelos y contrabajos.

## Estructura y análisis
La sinfonía consta de cuatro movimientos:
- I. Allegretto, en re mayor 6
4
- II. Tempo andante, ma rubato, en re menor 4
4 3
8
- III. Vivacissimo (attacca), en si bemol mayor 6
8
- IV. Finale. Allegro moderato, en re mayor 3
2

La interpretación de esta obra dura aproximadamente 45 minutos. 

### I.Allegretto
El primer movimiento, Allegretto, está escrito en la tonalidad de re mayor y en compás de 6/4. Aunque el ambiente inicial es pastoral, da paso a un aire de inestabilidad, en el que pequeños y breves gestos parecen surgir al azar y luego desvanecerse. Sin embargo, hay una sutil coherencia en la obra que contrarresta su calidad aparentemente informe. En relación con la filosofía de Sibelius en el arte sinfónico, Goss escribió que «admiraba la gravedad de estilo y la lógica profunda [en la forma sinfónica] que crea una conexión interna entre todos los motivos.» Todo el material del primer movimiento surge de los dos temas de notas repetidas que se escuchan en las cuerdas y los vientos en la apertura, o de una idea melancólica presentada por primera vez en los vientos y los metales. La obra crece casi orgánicamente a partir de un motivo de tres notas ascendentes escuchado al comienzo de la obra, que, después de aparecer bajo muchas formas a lo largo de toda la sinfonía (y, de hecho, forma la base para la mayoría del material) cierra con el dramático tema del final. De forma invisible se van introduciendo nuevas frases, aunque muy relacionadas, creando un efecto como si de un rompecabezas se tratara. El tema completo se escucha únicamente en el clímax del movimiento.

### II.Tempo andante, ma rubato

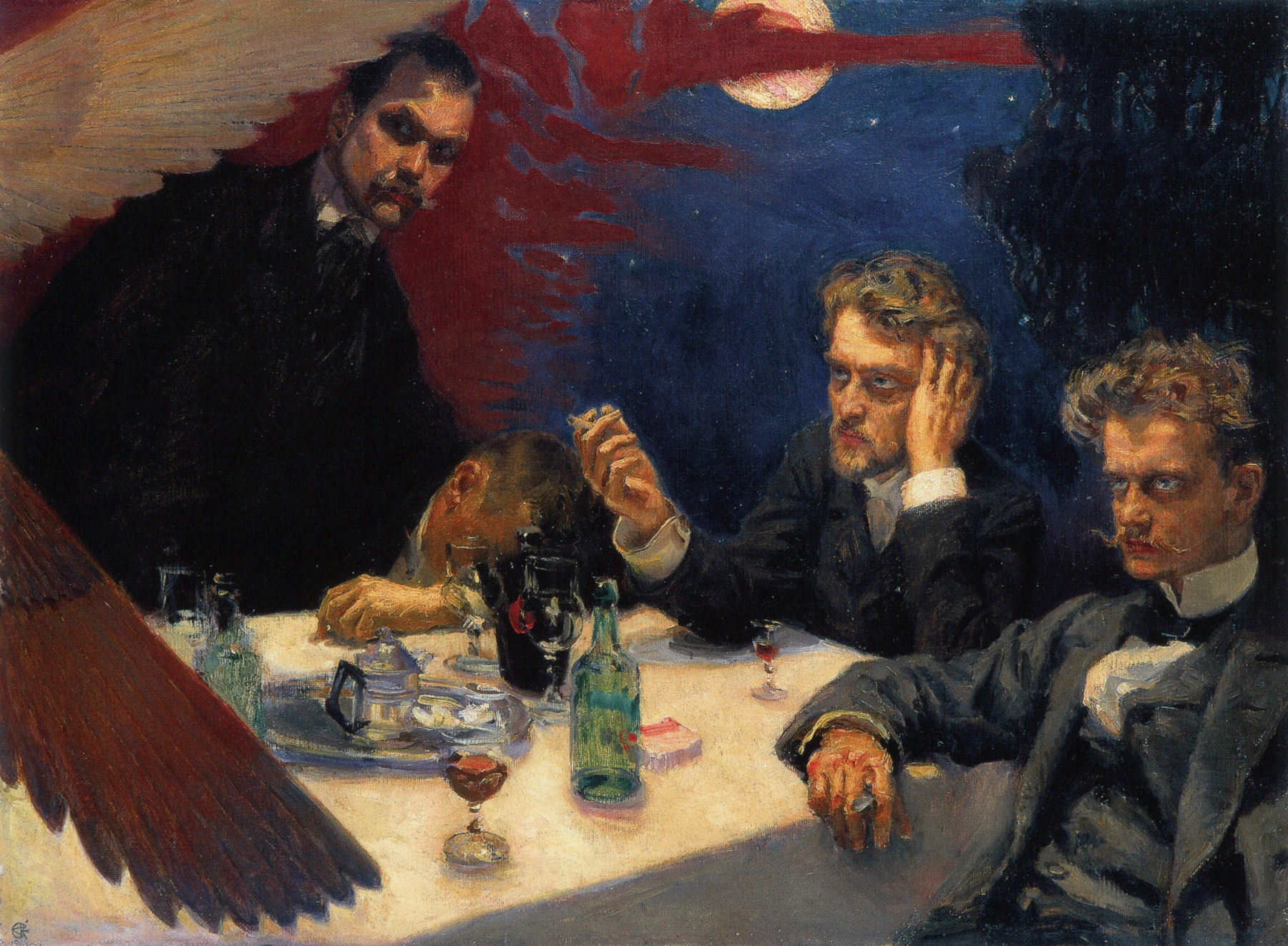
Kajanus y Sibelius (a la derecha) retratados por Gallen-Kallela en 1894.

El segundo movimiento, Tempo andante, ma rubato, está en re menor y en compás de 4/4 que inmediatamente pasa a 3/8. A diferencia del movimiento inicial, en el que la dulzura de la introducción se recupera en la conclusión, el segundo movimiento está lleno de turbulencias y termina sin consuelo. Dos temas opuestos parecen enzarzarse en una batalla: Primero, una melodía fúnebre para fagot en re menor, marcada como "lúgubre", alcanza una culminación imponente en los vientos y los metales; después, un tema etéreo y rumiativo es interpretado por cuerdas divididas en la tonalidad de fa sostenido mayor.
En su villa en Rapallo Sibelius escribió: «Don Juan. Yo estaba sentado en la oscuridad en mi castillo, cuando un desconocido entró. Pregunté quién podría ser una y otra vez más – pero no hubo respuesta. Traté de hacerle reír, pero él permaneció en silencio. Finalmente el desconocido comenzó a cantar y es entonces cuando Don Juan supo de quién se trataba. Era la muerte.» En el mismo pedazo de papel, escribió el tema de fagot de la primera parte del segundo movimiento, del cual emerge un bajo caminante en pizzicato por las cuerdas. Dos meses más tarde, en Florencia, esbozó el segundo tema, con una nota que dice «Christus», quizás simbolizando la muerte y la resurrección del movimiento, o incluso, Finlandia. Los eruditos sugieren también que Sibelius modeló el segundo movimiento sobre la base de la Divina comedia de Dante. Sin embargo, Robert Kajanus, dijo que el movimiento «le golpea a uno como la protesta más descorazonada contra toda injusticia que amenaza en la actualidad de privar al sol de su luz y de nuestras flores su olor.» El movimiento culmina con un tema ascendente en los metales, siguiendo por un motivo etéreo casi como una neblina en las cuerdas en divisi.

### III.Vivacissimo
El tercer movimiento, Vivacissimo, está en si bemol mayor y en compás de 6/8. El enérgico scherzo, con sus figuras de ametralladora en las cuerdas, se construye a partir de un fragmento de gran simplicidad: un si bemol repetido seguido de un giro en torno a esa nota.
Un scherzo energético en tonalidad menor con motivos rítmicos en las cuerdas es ardiente y rápido. Es seguido por una lenta sección en trío, con un solo de oboe de gran lirismo acompañado por los clarinetes y trompetas. Después de una intervención de trompeta, el scherzo se repite de nuevo. Kajanus, dijo, «El scherzo da una imagen de preparación frenética. Todos apilan la paja en el pajar, todas las fibras son tensadas y cada segundo parece durar una hora. Uno siente lo que está en juego en la contrastante sección en trío con el motivo del oboe en sol bemol mayor.»

### IV.Finale. Allegro moderato
El cuarto y último movimiento, Finale. Allegro moderato, retoma la tonalidad inicial y el compás es 3/2. Siguiendo el precedente de la Sinfonía n.º 5 de Beethoven, el Scherzo se enlaza directamente con el Finale a través de un gran pasaje puente retórico. La sinfonía alcanza por fin una fluida línea melódica en re mayor que se sacude heroicamente la preparación en re menor, en el mejor sentido de la tradición romántica. Al igual que Beethoven, Sibelius recupera el material de transición por segunda vez para que la victoria de la tonalidad mayor pueda saborearse de nuevo, tras lo cual concluye la obra con una peroración de tipo himno. Dicho esto, la Segunda Sinfonía marca el final del primer periodo romántico de Sibelius, en el que rindió homenaje a sus predecesores. En las obras posteriores, su interés se centró más en la búsqueda de nuevos métodos formales basados en la fragmentación y la recombinación.
Sin pausa (attacca), el último movimiento, hacia el cual el resto de la sinfonía parece construirse, comienza gloriosamente tras llegar al re mayor, con temas colosales, fuertes, reales y triunfante, a menudo tomados del primer movimiento de la sinfonía. Muy similar a la Quinta sinfonía de Beethoven, el material transitorio entre los dos últimos movimientos se trae de nuevo una segunda vez para que la victoriosa tonalidad mayor pueda apreciarse de nuevo. Este movimiento, inspirado por la música del Romanticismo, es «música italiana que se ha ido al Norte». Kajanus escribió que el último movimiento «se desarrolla hacia una triunfante conclusión con la intención de despertar en el oyente una imagen más clara y segura de las perspectivas de futuro.»

## Recepción de la obra
Tras el estreno, la sinfonía disfrutó de un éxito sin precedentes en Finlandia y supuso el gran avance en Alemania que tanto ansiaban los compositores escandinavos de esta época (y que Carl Nielsen, por ejemplo, nunca consiguió). Mientras que los críticos tuvieron reacciones mixtas tras el estreno de la sinfonía, el público en general admiró la pieza ya que su grandioso final fue conectado por algunos con la lucha por la independencia de Finlandia, provocando que incluso fuera popularmente bautizada como la «Sinfonía de la Independencia», ya que fue escrita en un momento en que el gobierno ruso sancionó el uso de la lengua finesa y su cultura. La reacción de Sibelius a esto ha sido ampliamente debatido; algunos afirman que él no tenía la intención de transmitir cualquier mensaje patriótico y que la sinfonía sólo fue identificada por otros como una composición nacionalista, mientras que otros creen que escribió la pieza pensando en una Finlandia independiente Finlandia. El compositor finlandés Sulho Ranta dijo, «Hay algo acerca de esta música —al menos para nosotros— que nos lleva al éxtasis; casi como un chamán con su tambor mágico».
La sinfonía ha sido considerada «una de las pocas creaciones sinfónicas de nuestro tiempo, que apunta en la misma dirección que las sinfonías de Beethoven». Sin embargo, Virgil Thomson escribió para el New York Herald Tribune que la sinfónica es «vulgar, autoindulgente, y provinciana, más allá de lo indescriptible». Colin Davis utilizó para describir la sinfonía unas palabras de Wordsworth de su obra Los Preludios en una de sus grabaciones con la Orquesta Sinfónica de Londres:
Grand in itself alone, but in that breach
Through which the homeless voice of waters rose
That dark deep thoroughfare, had Nature lodged
The Soul, the Imagination of the whole.
Esta sinfonía ha conservado una extraordinaria popularidad por su lenguaje tonal individualista, la oscura coloración de los vientos, la escritura apagada de las cuerdas, los sencillos temas folclóricos y el sabor marcadamente "nacional", todo ello sibeliano hasta la médula.